# Listă de regizori de film - B
|  | Liste alfabetice de regizori de film A - B - C - D - E - F - G - H - I - J - K - L - M - N - O - P - Q - R - S - T - U - V - W - X - Y - Z |

| - Hector Babenco (* 1946) - Lloyd Bacon (1890 - 1955) - John Badham (* 1939) - King Baggot - Fenton Bailey - Josef von Báky (1902 - 1966) - Randy Barbato - Tom Barman - Boris Barnet (1902 - 1965) - Alan Baron - Charles T. Barton - Hal Bartlett (* 1922) - Richard Bartlett (* 1925) - Andy Bausch (* 1959) - Evgenij Bauer - Mario Bava (1914 - 1980) - Michael Bay - Warren Beatty (* 1937) - Jacques Becker (1906 - 1960) - Wolfgang Becker (* 1954) - Wolfgang Becker(* 15 mai 1910) - Jean-Jacques Beineix (* 1946) - Monta Bell - Marco Bellocchio - László Benedek (1907 - 1992) - Shyam Benegal (* 1934) - Roberto Benigni (* 1952) - Robert Benton (* 1932) - Emmanuelle Bercot (* 1967) - Ingmar Bergman (1918 - 2007) - Bruce Beresford - Busby Berkeley (1895 - 1976) - Edward Bernds - Curtis Bernhardt (1899 - 1981) | - Claude Berri (* 1934) - Bernardo Bertolucci (* 1941) - Luc Besson (* 1959) - Frank Beyer (* 1932) - Bharathan - Herbert J. Biberman (1900 - 1971) - Susanne Bier (* 1960) - Kathryn Bigelow (* 1951) - Fabián Bielinsky - Biju, Viswanath - Brad Bird - Hartmut Bitomsky (* 1942) - Andrew Blake (* 1947) - Alessandro Blasetti - Bertrand Blier (* 1939) - Hans-Christoph Blumenberg (* 1947) - Keith Boak - Walter Bockmayer (* 1948) - Budd Boetticher (1916 - 2001) - Peter Bogdanovich (* 1939) - Alexandru Bocăneț (1944 - 1977) - Géza von Bolváry (1897 - 1961) - Hark Bohm (* 1939) - Francis Boggs - Yves Boisset (* 1939) - John Boorman (* 1933) - Ole Bornedal - Haralambie Boroș (1924 - 2001) - Walerian Borowczyk (* 1923) - Eduard von Borsody (1898 - 1970) - Frank Borzage (1893 - 1962) - Jürgen Böttcher (* 1931) - John and Roy Boulting - Danny Boyle (* 1956) | - John Brahm (1893 - 1982) - Marco Brambilla - Kenneth Branagh - Karin Brandauer - Klaus Maria Brandauer (* 1943) - Marlon Brando (1924 - 2004) - Nicolae Breban (* 1934) - Catherine Breillat (* 1947) - Heinrich Breloer (* 1942) - Robert Bresson - Martin Brest - James Bridges (1936 - 1993) - Edwin Brienen (* 1971) - Peter F. Bringmann (* 1946) - Philippe de Broca (* 1933) - James L. Brooks (* 1926) - Mel Brooks (* 1926) - James L. Brooks - Richard Brooks (* 1926) - Clarence Brown (1890 - 1987) - Rowland Brown (1900 - 1963) - Tod Browning (1882 - 1962) - Jutta Brückner (* 1941) - Alf Brustellin (1940 - 1981) - Fritz Peter Buch (1894 - 1964) - Detlev Buck (* 1962) - Lars Büchel (* 1966) - Luis Buñuel (1900 - 1983) - Tim Burton (* 1958) - David Butler (1894 - 1979) - Jörg Buttgereit (* 1963) - John Byrum (* 1947) |